# Isaac Ebey

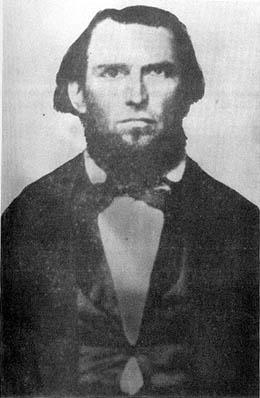
Isaac Ebey, Fotografie um 1850

Isaac Neff Ebey (* 1818; † 1857 auf Whidbey Island) war ein amerikanischer Pionier und der erste dauerhafte weiße Ansiedler auf Whidbey Island im US-Bundesstaat Washington.
Isaac Ebey wurde 1818 in Ohio geboren. Er wurde als Rechtsanwalt ausgebildet und heiratete im Alter von 25 Jahren Rebecca Davis, mit der er insgesamt drei Kinder hatte. Trotzdem verließ Ebey vorübergehend seine Familie und zog als Goldgräber nach Kalifornien. Er zog jedoch bald nordwärts in das damals nördliche Oregon-Territorium und arbeitete als Zöllner. Im Oktober 1850 zog er als erster weißer Ansiedler auf die Insel Whidbey Island und beanspruchte 2,6 Quadratkilometer Land für sich und seine Familie. Seine Frau und seine Söhne sowie die drei Brüder seiner Frau folgten ihm im Herbst 1851, seine Eltern und andere Verwandte zogen 1854 nach Whidbey Island. Ebey baute auf Whidbey Island nicht nur eine Farm auf, sondern arbeitete auch als Anwalt und war politisch aktiv. Die Benennung der späteren Hauptstadt Olympia ging auf einen Vorschlag von ihm zurück. Im Puget-Sound-Krieg führte er 1855 und 1856 eine Kompanie Freiwilliger, weshalb ihm die Regierung ehrenhalber zum Oberst ernannte. 1857 kam eine Gruppe Indianer, vermutlich Haida, mit Kanus nach Whidbey Island. Sie waren auf einem Rachefeldzug, weil ein Jahr zuvor 27 ihrer Krieger bei Port Gamble in einem Gefecht mit Matrosen des US-Kriegsschiffs USS Massachusetts getötet worden waren. Aus Rache wollten sie einen weißen Häuptling töten. Sie kamen zu Ebeys Haus, erschossen ihn ohne Vorwarnung und nahmen seinen Kopf als Trophäe mit. Seine Familie konnte flüchten, Ebey wurde auf dem Sunnyside Cemetery auf seinem Besitz begraben. Die Mörder wurden nie gefasst, erst 1860 konnte ein Angestellter der Hudson’s Bay Company seinen Skalp auslösen und an Ebeys Bruder übergeben.

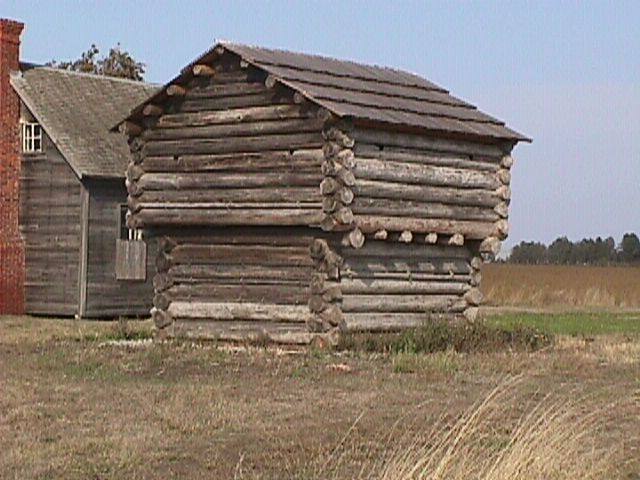
Blockhaus von Isaac Ebeys Vater Jacob in Ebey's Landing

Nach Ebey wurde 1942 Fort Ebey benannt, dessen Gelände seit 1981 als State Park dient. Das Siedlungsgebiet der Ebeys wurde Ebey's Landing genannt. Seit 1978 ist die Landschaft die erste Historical Reserve der USA. Ebey's Landing National Historical Reserve ist eine Gemeinschaftseinrichtung der USA und des Staates Washington zur Bewahrung der Kulturlandschaft der Pioniere des 19. Jahrhunderts auf Whidbey Island und umfasst über 70 Quadratkilometer.